# Операция Пирогова

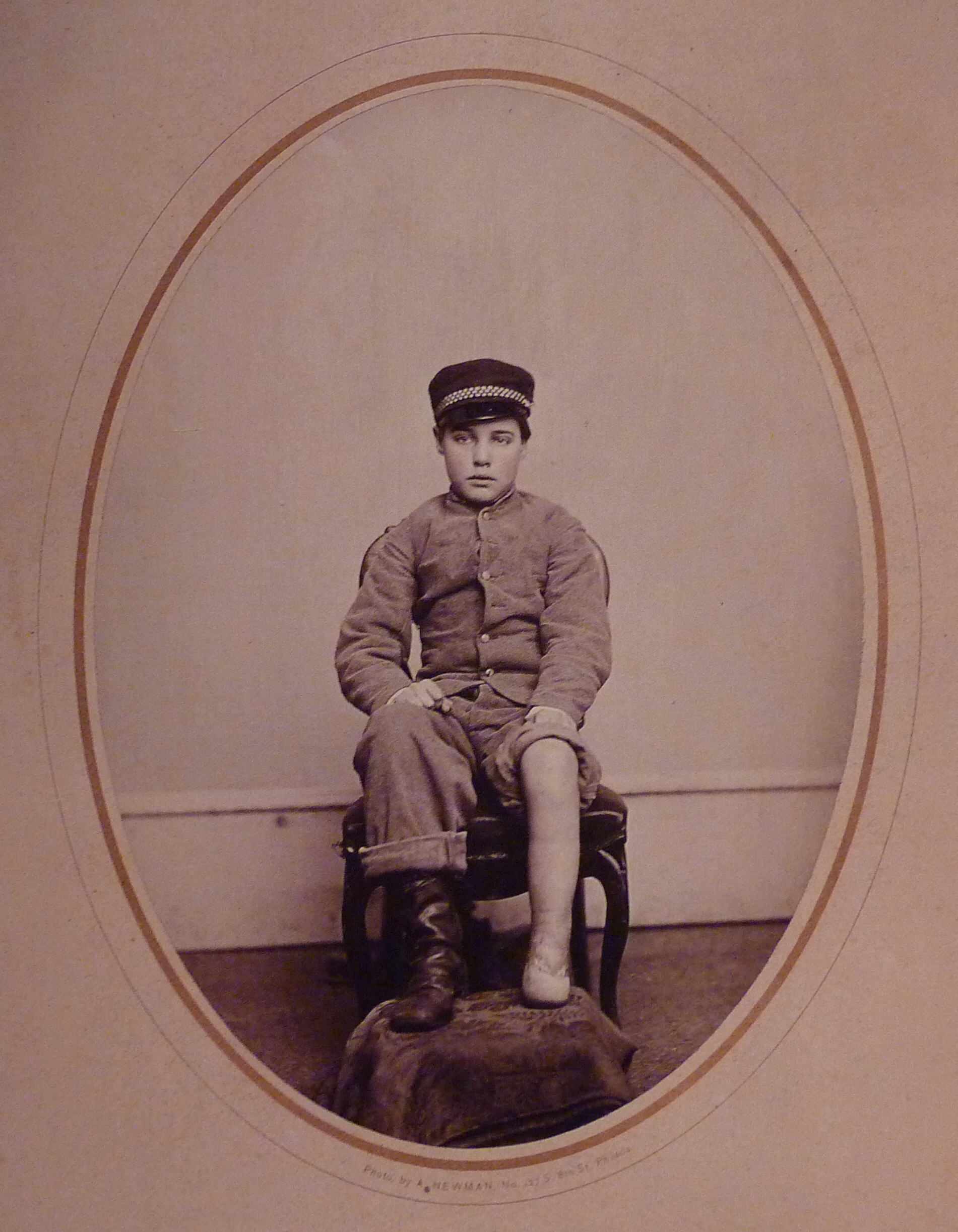
Пациент с ампутацией по методу Пирогова (1867)

Операция Пирогова — костнопластический метод удаления голени на уровне лодыжек при вылущивании стопы, впервые описанный Н. И. Пироговым в 1854 году. Во время операции распил голени производится в районе пяточной кости, что позволяет создать хорошую опорную культю.

## Показания
Показаниями для операции являются случаи травматических поражений, а также опухоли, остеомиелит, туберкулёз и пр.

## История
На момент создания метода была известна операция Сайма (англ. Syme), включающая те же кожные разрезы, что и при операции Пирогова. Однако в 1852 году Н. И. Пирогов предложил закрывать спил кости ампутируемой голени спилом кости пятки. Предложенный способ ампутации стал большим открытием того времени, так как стал основой для всех костнопластических методов: Гритти, Сабанеева, Вира.

## Достоинства и недостатки
Основным недостатком операции является натяжение Ахиллова сухожилия. Помимо этого точка опоры в культе отличается от принятой обычно, что может привести к изъязвлению кожи.
Тем не менее, операция Пирогова дала огромный толчок к развитию костнопластических методов. Пирогов определяет смысл имеющей историческое значение операции следующими словами:

«Моей же операции нечего бояться соперничества. Её достоинство не в способе ампутации, а в остеопластике. Важен принцип, доказанный ею несомненно, что кусок одной кости, находясь в соединении с мягкими частями, прирастает к другой и служит к удлинению и к отправлению члена».

 В настоящее время культя по Пирогову считается порочной, так как опороспособность её невелика, а неудобства и трофические нарушения превалируют над удобством передвижения. Более предпочтительной считается ампутация голени на уровне нижней трети и использование качественного протеза.